# Saint-Sébastien-sur-Loire
Saint-Sébastien-sur-Loire é uma comuna francesa na região administrativa do País do Loire, no departamento de Loire-Atlantique. Estende-se por uma área de 11.66 km². Em 2010 a comuna tinha 28 063 habitantes (densidade: 2 406,8 hab./km²).